# Vicky Cristina Barcelona

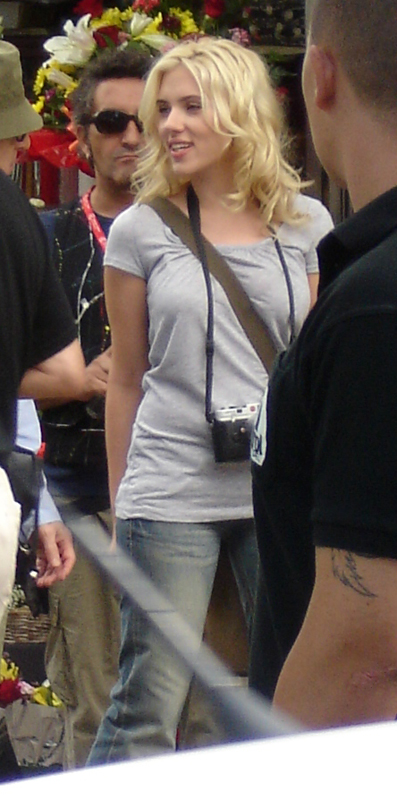
Scarlett Johansson vid inspelningen av filmen Vicky Cristina Barcelona.

Vicky Cristina Barcelona är en amerikansk film från 2008 med filmmanus och regi av Woody Allen.

## Handling
Två amerikanska väninnor, Vicky (Rebecca Hall) och Cristina (Scarlett Johansson), får som av ett ödets nyck tillfälle att tillbringa sommaren hos Vickys avlägsna släktingar som har ett stort hus i Barcelona. Vicky tänker ta tillfället i akt att jobba på sin uppsats om katalansk identitet, medan Cristina behöver ett miljöombyte efter ett kraschat förhållande samt efter att ha tillbringat ett halvår med att göra en 12 minuter lång film som hon därefter avskydde.
På en vernissage möter de den passionerade, lokale konstnären Juan Antonio (Javier Bardem) som övertalar dem att följa med honom till sin födelsestad Oviedo över veckoslutet. Han erbjuder dem utan omsvep kultur, sightseeing och sex, vilket fascinerar den frisläppta och vågade Cristina. Den jordnära, försiktiga och förlovade Vicky tycker däremot att erbjudandet är framfusigt och opassande, men följer med ändå. Första kvällen håller Cristina på att bli förförd av Juan Antonio, men hon blir plötsligt magsjuk och tvingas tillbringa ett dygn i hotellsängen. Vicky upptäcker att hon får känslor för Juan Antonios bohemiska konstnärssjäl när de under tiden är på tu man hand och de två älskar med varandra. Därefter flyger alla tre tillbaka till Barcelona där Cristina och Juan Antonio inleder ett kärleksförhållande som är tillfredsställande för båda. Under tiden gifter sig Vicky med sin stabila men oromantiska fästman Doug, men är känslomässigt förvirrad och längtar i hemlighet efter något annat.
Juan Antonio får ett samtal från sjukhuset – hans neurotiska exfru Maria Eléna (Penélope Cruz) har försökt begå självmord. Han hämtar henne och inkvarterar henne hos sig och Cristina. Till en början uppträder de båda kvinnorna rivaliserande mot varandra, men med tiden inleder de tre ett fruktsamt triangelförhållande. Cristina avslutar dock förhållandet då hon inser att det inte är det liv hon söker. Juan Antonio söker då upp den numera gifta Vicky, som trots samvetskval träffar honom och han försöker övertala henne att lämna Doug. Mitt under en kyss dyker den svartsjuka Maria Eléna upp med en revolver; handgemäng uppstår och ett skott avlossas som träffar Vickys hand. I slutet går de skilda vägar.

## Om filmen
Filminspelningen skapade rubriker under 2007, då det uppdagades att filmen delvis var finansierad av skattemedel. Barcelona stad hade sponsrat med 1 miljon euro och Generalitat de Catalunya med en halv miljon, vilket motsvarade tio procent av filmens budget.
Vicky Cristina Barcelona visades på filmfestivalen i Cannes 2008 som en utvald film, men utom tävlan. Den 15 augusti hade filmen premiär för en större publik.

## Roller i urval
- Javier Bardem – Juan Antonio Gonzalo
- Rebecca Hall – Vicky
- Penélope Cruz – Maria Elena
- Scarlett Johansson – Cristina
- Chris Messina – Doug
- Patricia Clarkson – Judy Nash
- Kevin Dunn – Mark Nash
- Christopher Evan Welch – berättarröst